# خورشید بر خاک
خورشید بر خاک یک مجموعه تلویزیونی مناسبتی محصول سال ۱۳۷۲ به کارگردانی حسین مختاری، مسعود فروتن، نویسندگی محمد ایوبی و تهیه‌کنندگی سیامک بنیادی می‌باشد که از شبکه دو پخش شد.

## بازیگران
- رضا رویگری
- سیامک اطلسی
- مجید جعفری
- حبیب دهقان‌نسب
- آتش تقی‌پور
- بهزاد رحیم‌خانی
- فخرالدین صدیق‌شریف
- پرویز شاهین‌خو
- رضا خندان
- اسماعیل بختیاری
- شراره یوسف‌نیا
- منوچهر علی‌پور
- معصومه قریب‌نواز
- منوچهر بهروج
- حمید رحیم‌خانی
- رضا توکلی
- سعید امیرسلیمانی[۱]

## عوامل تولید
- کارگردان بخش پرتابل و هنری: حسین مختاری
- نویسنده: محمد ایوبی
- کارگردان تلویزیونی: مسعود فروتن
- تصویربردار پرتابل: حسین ظهیری
- تصویربرداران: مرتضی ندرلو و علی عنبرستانی
- مجری طرح: علیرضا کرمی
- نورپرداز: علیرضا صادقی
- طراحان صحنه: محمدعلی رضائیان و فرشید موثق
- طراحان لباس: جمال ظفر طاهری، رضا لنکرانی و پوران متجدد
- موسیقی: محمدرضا احمدیان
- تدوین: رضا عسکری
- صدابرداران: مجتبی مرتضوی و رضا کشاورز
- دکور: احمد طالبی و محسن سلمانی
- تهیه‌کننده: سیامک بنیادی